# محمد بن همام
محمد بن همام العبد الله ، (8 مايو 1949-) رجل اعمال وسياسي قطري، والرئيس السابق الإتحاد الأسيوي لكرة القدم منذ عام 2002م حتى 2011,وعضو الفيفا منذ العام 1996م. بدأ حياته الرياضية رئيساً لنادي الريان الرياضي في دولة قطر.

## نشاطه الأسيوي
خلال فترة رئاسته للإتحاد الأسيوي لكرة القدم، إنضم منتخب أستراليا لكرة القدم لقارة آسيا، وقد قام بإعادة إنشاء بطولة دوري أبطال آسيا، وهو عضو مجلس الشورى القطري، وسبق له رئاسة الاتحاد القطري لكرة القدم، وطالب الاتحادات بتطبيق المهنية الاحترافية، حيث أكد على أهمية ممارسة الديمقراطية في كرة القدم الآسيوية مطالبًا بفصل السياسة عن اللعبة الأكثر شعبية في العالم.

## إتهامات وإيقاف وبراءة
في شهر يوليو من عام 2012 قرر الاتحاد الآسيوي لكرة القدم إيقافه عن العمل بعدما كشفت مراجعة للحسابات عن وجود مخالفات مالية تتعلق بمفاوضات وتنفيذ عقود محددة وعمليات مصرفية بين حسابات الاتحاد وحسابه الشخصي ، كما فرض الاتحاد الدولي لكرة القدم (فيفا) عليه عقوبة الإيقاف مدى الحياة ، الامر الذي جعل بن همام سحب ترشحه لخوض انتخابات الرئاسة للفيفا أمام السويسري سيب بلاتر الذي فاز بها الاخير ، ولكنه سحب ترشحه لدى إيقافه بشكل مؤقت على خلفية اتهامه بتقديم رشا لمسؤولين بالاتحادات الوطنية لدول بالكاريبي ، وقد تقدم بن همام تظلما ضد عقوبة الإيقاف لمحكمة التحكيم الرياضية، ولكن طلبه رُفض ، الا انه وفي نفس العام أعلنت محكمة التحكيم الرياضي رفعها عقوبة الايقاف مدى الحياة عنه والتي فرضها عليه الاتحاد الدولي لكرة القدم (فيفا) بتهمة دفع رشاوى في الانتخابات ، وذلك لعدم وجود ادلة، في حين أعرب فيفا عن قلقه من هذا القرار.

## روابط خارجية
| سبقه محمد هاشم               | رئيس نادي الريان 1982–1992                | تبعه عبدالله بن حمد            |
| سبقه Rahman Ridzha           | رئيس الاتحاد القطري لكرة القدم 1992–1996  | تبعه محمد هاشم                 |
| سبقه أحمد شاه المستعين بالله | رئيس الاتحاد الآسيوي لكرة القدم 2002–2011 | تبعه سلمان بن إبراهيم آل خليفة |